# جو بافي
جوان ماري بافي (من مواليد 20 سبتمبر 1973) هي عداءة مسافات طويلة بريطانية مثلت بريطانيا العظمى وإنجلترا حصلت على الحائزة على ميدالية عالمية وأوروبية والكومنولث، على لقبها الوحيد عندما حصلت على الميدالية الذهبية لمسافة 10000 متر في بطولة أوروبا 2014 في زيورخ، بعد عشرة أشهر من ولادة طفلها الثاني، لتصبح أكبر بطلة أوروبية في التاريخ. عمره 40 سنة و325 يوماً.

## روابط خارجية
- الموقع الرسمي
- نبذة عن جو بافي  على موقع الاتحاد الدولي لألعاب القوى
- نبذة عن جو بافي  على باور اوف تن
- Jo Pavey في قاعدة بيانات الأفلام على الإنترنت